# Sounds of Decay
| Оценки критиков     | Оценки критиков |
| Источник            | Оценка          |
| ------------------- | --------------- |
| Allmusic            | [ 1 ]           |
| Chronicles of Chaos | [ 2 ]           |

Sounds of Decay  (рус. "Звуки разложения") — мини-альбом из трёх песен шведской метал-группы Katatonia, выпущенный в 1997 году.
Обложкой мини-альбома является кадр из фильма «Порождённый», на котором изображён немощный бог.
Существует невыпущенная версия мини-альбома, записанная при участии Фредрика Норрмана. Группе пришлось записывать альбом дважды, так как результат первой записи был ужасен из-за того, что группа находилась в состоянии похмелья. И по неизвестным причинам, они не позвали Фредрика вновь принять участие в записи. Согласно Микаэлю Окерфельдту, он предпочитает невыпущенную версию, потому что она «более брутальна». Также этот мини-альбом является последней записью группы, в которой Микаэль сыграл важную роль.
Также была записана четвёртая композиция под названием «Untrue», но она не попала в оригинальный релиз. Позднее она была выпущена на сборнике Brave Yester Days в 2004 году; это единственный материал, выпущенный с первой сессии записи.
Мини-альбом также представлен на переиздании альбома Brave Murder Day на Peaceville в 2006 году.

## Список композиций
Вся музыка написана Katatonia.
| №  | Название          | Текст песни | Длительность |
| -- | ----------------- | ----------- | ------------ |
| 1. | «Nowhere»         | Ренксе      | 6:08         |
| 2. | «At Last»         | Нюстрём     | 6:13         |
| 3. | «Inside the Fall» | Ренксе      | 6:20         |

| №   | Название                    | Длительность |
| --- | --------------------------- | ------------ |
| 1.  | «Brave»                     | 10:17        |
| 2.  | «Murder»                    | 4:54         |
| 3.  | «Day»                       | 4:29         |
| 4.  | «Rainroom»                  | 6:32         |
| 5.  | «12»                        | 8:18         |
| 6.  | «Endtime»                   | 6:46         |
| 7.  | «Nowhere»                   | 6:08         |
| 8.  | «At Last»                   | 6:13         |
| 9.  | «Inside the Fall»           | 6:22         |
| 10. | «Funeral Wedding»           | 8:40         |
| 11. | «Shades of Emeralds Fields» | 5:25         |
| 12. | «For Funerals to Come»      | 2:50         |
| 13. | «Epistel»                   | 1:14         |

## Участники записи
Группа
- Йонас Ренксе — вокал, ударные
- Микаэль Окерфельдт — грязный вокал
- Андерс Нюстрём — гитара, бас-гитара

Продакшн
- Томас Скогсберг — сведение